# Бароковий цикл
Бароковий цикл (англ. The Baroque Cycle) — цикл романів американського письменника Ніла Стівенсона. Опублікований у 2003 і 2004 роках у трьох томах, що містять загалом 8 книг.
Персонажі, серед яких багато історичних постатей зламу XVII і XVIII століть, діють на теренах Європи, Африки, Азії та Центральної Америки. Попри зовнішню подібність до пригодницького історичного роману, Стівенсон характеризує свою роботу як наукову фантастику, аргументуючи це наявністю надприродних подій та особливим сюжетним значенням технологій. Криптографія та нумізматика в цій серії посідають таке ж важливе місце, як і в деяких інших творах автора.

## Книги
У Бароковий цикл входять вісім романів «об'єднані в три томи, що було зручніше з видавничої точки зору»; Стівенсон передчував, що до його роботи приклеїться фальшивий додаток трилогія.
У редакції 2003 та 2004 років, цикл мав наступну структуру:
- Ртуть, Том І Барокового циклу — видання одержало премію Артура Кларка та номінувалося на премію Локус у 2004 році[3]
  - Книга 1 — Ртуть
  - Книга 2 — Король волоцюг
  - Книга 3 — Одаліска
- Змішання, Том ІІ Барокового циклу — переможець премії Локус
  - Книга 4 — Бонанса
  - Книга 5 — Альянс (The Juncto)
- Система світу, Том III Барокового циклу — переможець премії Локус, номінант премії Артура Кларка, 2005[4]
  - Книга 6 — Соломонове золото
  - Книга 7 — Потік (Currency)
  - Книга 8 — Система світу

## Простір і час розгортання сюжету
Всі події циклу романів розгортаються в період між реставрацією Стюартів і початком XVIII-го століття. В основному герої діють на просторах Європи, переважно в Англії, Голландії, Німеччині та Франції. Однак пригоди одного персонажа, короля волоцюг Джека Шафто, мають обширну географію, включно з Ост- і Вест-Індією, Єгиптом, Японією, Мексикою та Філіппінами. Британські колонії в Північній Америці згадуються також у зв'язку з іншим персонажем, Деніелєм Уотерхаусом.
Події першого тому відбуваються головним чином у період між реставрацією 1660 року і славною революцією 1688. Змішання продовжує сюжетні лінії Ртуті без часової перерви, але завдяки мандрам Джека Шафто географія поширюється за межі Європи фактично на всю земну кулю. Дія Системи світу поміщена в Лондон у 1714 рік, близько десяти років після подій Змішання.

## Теми
Центральною темою серії є рух у країнах Європи від клерикального й феодального ладу до раціональної, заснованої на персональних заслугах (а не родовитості) системи правління, що відома зараз як Західна або модерна.
Історичні постаті змальовані в Бароковому циклі, такі як: вчені Ньютон, Лейбніц, Гюйгенс, Роберт Гук і Томас Ньюкомен, митці Крістофер Рен і Георг Фрідріх Гендель, вельможі і правителі Англії, Франції, германських держав, Голландії, Московії, Польщі й Османської імперії, — потрапляють у фантастичні ситуації та взаємодіють із вигаданими персонажами. Карколомні пригоди в дусі авантюрних романів ділять сторінки з діалогами й замальовками, що передбачають добре знайомство автора з історичними джерелами. Читачу відкривається побут і звичаї верств населення різних країн, інтриги королівських дворів, життя колоній та амстердамської біржі, світова панорама релігійних гонінь, соціального й національного гноблення, історія перших фінансових криз, відбудова Лондону після Великої пожежі, торгівля в Атлантиці й на Тихому океані, створення наукового Королівського товариства, військова тактика піратів і армій світу та багато іншого. Тогочасні наукові сенсації відіграють надзвичайно важливу роль у розвитку подій циклу романів: відкриття фосфору й методів очищення срібла, істинна мова Джона Вілкінса, механічна обчислювальна машина Лейбніца та парова машина Ньюкомена, пошук методів визначення довготи у морських подорожах, суперечка про пріоритет створення диференціального числення та ін.
Важливою для сюжету є тема алхімії. Головний алхімік фантастичної сторони Циклу – це загадковий Енох Роот, який разом з нащадками кількох персонажів цієї серії, також фігурує в романі Ніла Стівенсона Криптономікон.